# بيت دحنان (الحيمة الداخلية)

تعديل مصدري - تعديل

بيت دحنان هي إحدى قرى عزلة بلاد القبائل بمديرية الحيمة الداخلية التابعة لمحافظة صنعاء، بلغ تعداد سكانها 181 نسمة حسب تعداد اليمن لعام 2004.